# 2015-ös CONCACAF-aranykupa (keretek)
Ez a lap tartalmazza a 2015-ös CONCACAF-aranykupa játékosait.

## A csoport

### Egyesült Államok
Szövetségi kapitány:  Jürgen Klinsmann

### Panama
Szövetségi kapitány:  Hernán Darío Gómez

### Haiti
Szövetségi kapitány:  Marc Collat

### Honduras
Szövetségi kapitány:  Jorge Luis Pinto

## B csoport

### Costa Rica
Szövetségi kapitány: Paulo Wanchope

### Salvador
Szövetségi kapitány:  Albert Roca

### Jamaica
Szövetségi kapitány:  Winfried Schäfer

### Kanada
Szövetségi kapitány:  Benito Floro

## C csoport

### Mexikó
Szövetségi kapitány: Miguel Herrera
Az eredetileg nevezett Héctor Moreno és Javier Hernández (Chicharito) sérülés miatt kimaradt a keretből, helyükre Oswaldo Alanís és Javier Orozco került.
| Szám | Poszt | Név                  | Születési dátum / Kor            | Válogatottság | Gólok | Klub          |
| ---- | ----- | -------------------- | -------------------------------- | ------------- | ----- | ------------- |
| 1    | K     | Moisés Muñoz         | 1980. február 1. (35 évesen)     | 14            | 0     | América       |
| 13   | K     | Guillermo Ochoa      | 1985. július 13. (29 évesen)     | 68            | 0     | Málaga        |
| 12   | K     | Jonathan Orozco      | 1986. május 12. (29 évesen)      | 6             | 0     | Monterrey     |
| 2    | V     | Francisco Rodríguez  | 1981. október 20. (33 évesen)    | 103           | 1     | Cruz Azul     |
| 4    | V     | Miguel Ángel Herrera | 1989. április 3. (26 évesen)     | 3             | 0     | Pachuca       |
| 5    | V     | Diego Reyes          | 1992. szeptember 19. (22 évesen) | 21            | 0     | Porto         |
| 3    | V     | Yasser Corona        | 1987. július 28. (27 évesen)     | 0             | 0     | Querétaro     |
| 15   | V     | Oswaldo Alanís       | 1989. március 18. (26 évesen)    | 6             | 1     | Guadalajara   |
| 22   | V     | Paul Aguilar         | 1986. március 6. (29 évesen)     | 43            | 3     | América       |
| 7    | V     | Miguel Layún         | 1988. június 25. (27 évesen)     | 26            | 3     | Watford       |
| 17   | KP    | Jorge Torres Nilo    | 1988. január 16. (27 évesen)     | 40            | 1     | UANL          |
| 20   | KP    | Jesús Dueñas         | 1989. március 16. (26 évesen)    | 2             | 0     | UANL          |
| 6    | KP    | Héctor Herrera       | 1990. április 19. (25 évesen)    | 26            | 0     | Porto         |
| 8    | KP    | Jonathan dos Santos  | 1990. április 26. (25 évesen)    | 11            | 0     | Villareal     |
| 16   | KP    | Antonio Ríos         | 1988. október 24. (26 évesen)    | 7             | 0     | Toluca        |
| 18   | KP    | Andrés Guardado      | 1986. szeptember 28. (28 évesen) | 115           | 15    | PSV           |
| 23   | KP    | José Vázquez         | 1988. március 14. (27 évesen)    | 14            | 0     | León          |
| 9    | CS    | Jesús Corona         | 1993. január 6. (22 évesen)      | 9             | 1     | Twente        |
| 21   | CS    | Carlos Esquivel      | 1982. április 10. (33 évesen)    | 11            | 0     | Toluca        |
| 11   | CS    | Carlos Vela          | 1989. március 1. (26 évesen)     | 39            | 11    | Real Sociedad |
| 19   | CS    | Oribe Peralta        | 1984. január 12. (31 évesen)     | 39            | 17    | América       |
| 10   | CS    | Giovani dos Santos   | 1989. május 11. (26 évesen)      | 87            | 17    | Villareal     |
| 14   | CS    | Javier Orozco        | 1987. november 16. (27 évesen)   | 11            | 0     | Santos Laguna |

### Guatemala
Szövetségi kapitány:  Iván Franco Sopegno

### Trinidad és Tobago
Szövetségi kapitány: Stephen Hart

### Kuba
Szövetségi kapitány: Walter Benítez